# 오빠생각 (노래)
《오빠생각》은 최순애 작사, 박태준 작곡의 동요 작품이다.
최순애(1914~1998)가 12살 때인 1925년 11월 그의 친오빠 최영주를 그리는 동시 '오빠생각'을 써 잡지 "어린이"에 투고해 입선하였다. 일제 시대의 서양 클래식 음악 오르간 연주가였던 작곡가 박태준이 5년 후 1930년 이 시에 곡을 붙여 만든 것이 일제강점기 시대의 동요 《오빠생각》이다. 최순애는 훗날 1936년 6월, 결혼하여 시인 겸 아동문학가 이원수 작가의 배우자가 되었다.

## 트리비아
- 최순애의 남편은 아동문학가 겸 시문학 작가 이원수로, 이원수는 최순애의 입선 다음해인 1926년 같은 잡지 "어린이"에 '고향의 봄'으로 당선되었으며, 이 시에는 서양 클래식 음악 바이올린 연주가였던 작곡가 홍난파가 곡을 붙였다.
- 《오빠생각》의 노랫말 1절 주요 몇 소절 중에서는 "우리 오빠 말 타고 경성 가시면 / 비단 댕기 사가지고 오신다더니"라는 노랫말이 있었지만 훗날 이 노랫말은 1945년 을유 해방 이후 국내 초등학교 음악 교과서에 수록된즉 "우리 오빠 말 타고 서울 가시면 / 비단 구두 사가지고 오신다더니"로 노랫말이 바뀌었다.